# An Outcast Among Outcasts
An Outcast Among Outcasts er en amerikansk stumfilm fra 1912 af D. W. Griffith.

## Medvirkende
- Frank Opperman
- Blanche Sweet
- W. Chrystie Miller
- Charles West